# Aeronaves propulsadas por hidrógeno

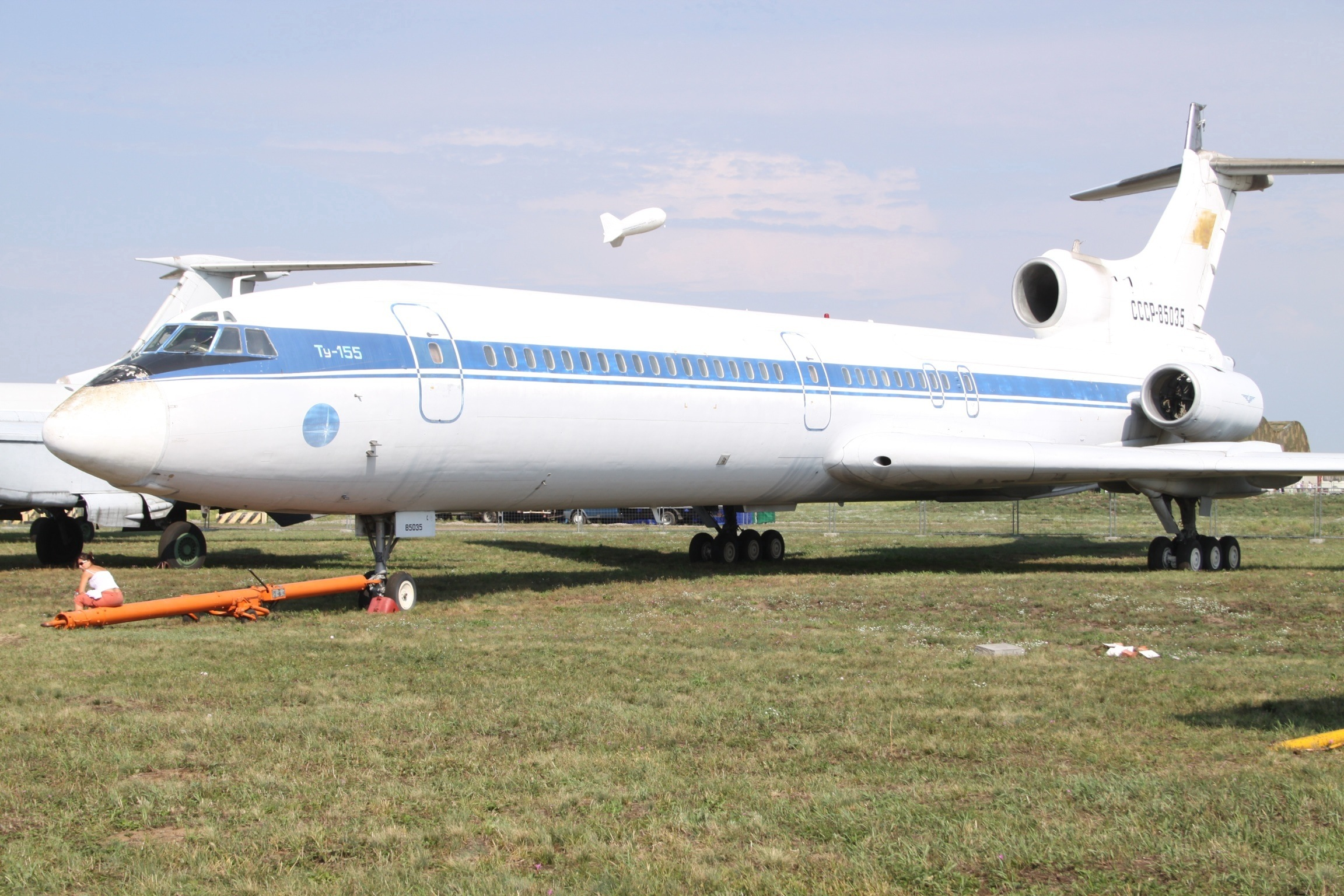
El prototipo soviético propulsado por hidrógeno Tupolev Tu-155 realizó el primero de más de cien vuelos el 15 de abril de 1988.

Los aviones propulsados por hidrógeno son aquellas aeronaves que usan hidrógeno como fuente principal de combustible. El hidrógeno puede ser quemado en un motor a reacción, u otro tipo de motor de combustión interna, o puede usar para alimentar una célula de combustible que genere electricidad para alimentar una hélice. A diferencia de la mayoría de las aeronaves que almacenan el combustible en las alas, los aviones de hidrógeno se diseñan normalmente para transportar el hidrógeno dentro del fuselaje.

## Historia
La empresa aeronáutica rusa Túpolev construyó un prototipo del Tu-154 en versión de hidrógeno, llamada Tu-155, que hizo su primer vuelo en 1988. Este fue el primer vuelo experimental en el mundo operando con hidrógeno líquido.
En 2002 la Unión Europea encargó un informe para estudiar la viabilidad de usar hidrógeno como combustible, un proyecto que quedó a cargo de Airbus junto con 34 compañías del sector. El informe (llamado CRYOPLANE) entregó conclusiones en 2003.

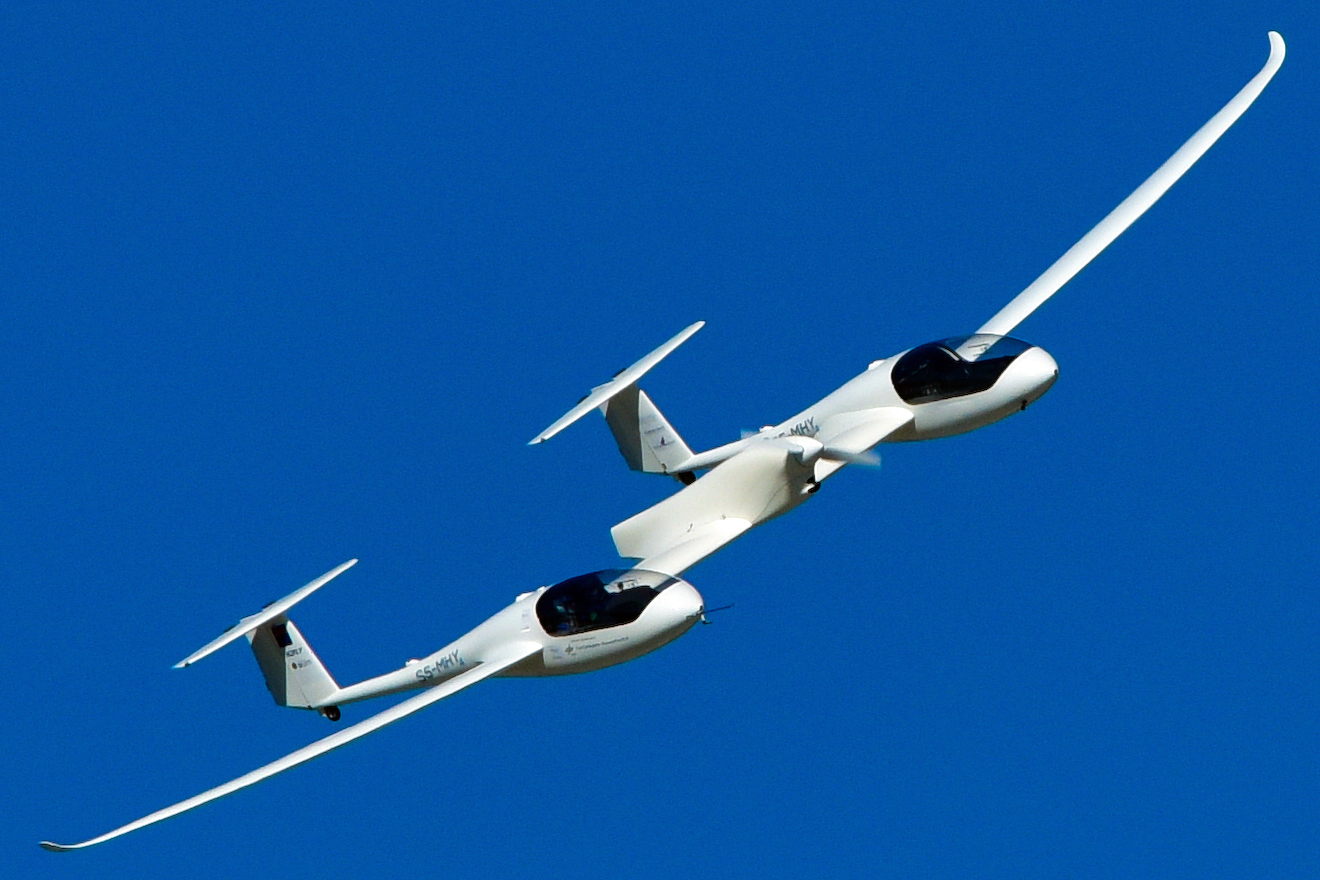
HY4 – el primer avión de pasajeros alimentado por una célula de combustible de hidrógeno.

Boeing Research & Technology Europe (BR&TE) fabricó un avión civil para dos asientos, el DA20 Boeing Theator que llevaba una célula de combustible. Lange Aviation GmbH y el centro aeroespacial alemán también fabricaron un prototipo conocido como el Antares DLR-H2. La configuración de estos aviones permitía que pudieran despegar o mantenerse en vuelo como muy poca potencia, ya que la baja presión de los tanques de hidrógeno le entregaba poca potencia al motor. El Boeing Theator requería solo 45 kW para el despegue y 20 kW para mantenerse en vuelo. En julio de 2010 Boeing también desveló su UAV Phantom Eye alimentado por hidrógeno, que usaba dos motores de combustión interna Ford reconvertidos para operar con hidrógeno.
En 2010 Rapid 200-FC, el primer avión alimentado por hidrógeno en forma de gas, concluyó seis vuelos de prueba. De acuerdo al código deportivo de la FAI, el avión se considera en la Clase C mientras que los  planeadores a motor (como el DA20 y el Antares) se considerarían Clase D. El avión y el sistema eléctrico se desarrollaron dentro del proyecto de la Unión Europea "ENFICA-FC" coordiando por el profesor Giulio Romeo del Politecnico di Torino. El sistema eléctrico completo fue probado de forma exitosa durante el vuelo experimental. El avión alcanzó un record de velocidad de 135 km/h (según los criterios de la FAI). También se llegaron a puntas de 145-150 km/h. Los vuelos duraron 45 minutos. El avión tenía un propulsor de 40 kW, energía aportada por células de combustible de 20 kW alimentadas por hidrógeno almacenado a 350 bares. Para garantizar la seguridad en las operaciones, el avión tenía una segunda fuente de energía mediante una batería de litio de 20 kW que era capaz de cubrir con energía suplementaria durante el despegue.
HY4 se convirtió en el primer avión de pasajeros con un motor alimentado por una célula de combustible. Su primer vuelo tuvo lugar en Stuttgart, Alemania, el 29 de septiembre de 2016. Almacenaba 9 kg de hidrógeno, con un sistema de 4 × 11 kW de célculas y 2 × 10 kWh en baterías.
El primer avión comercial propulsado por hidrógeno fue el Piper-M, que despegó de Bedfordshire, Reino Unido. Consistía en un Piper, un avión ligero modificado que accionaba su hélice mediante una pila de energía alimentada por hidrógeno.
Airbus informó en 2020 que ha iniciado un proyecto para crear aviones de hidrógeno comerciales de pasajeros. El proyecto se denomina Airbus ZEROe.

## Características técnicas

### Propiedades del hidrógeno

Densidad energética de combustibles - Eje horizontal para masa, eje vertical para el volumen.

El hidrógeno tiene una densidad energética por unidad de masa tres veces mayor que el combustible tradicional para aeronaves, pero una menor densidad por unidad de volumen. El hidrógeno líquido criogénizado también sería en teoría posible.
Si el hidrógeno se obtiene de una fuente de baja emisión de carbono, como energía solar, eólica, hidroeléctrica o nuclear, esto reduciría los gases de efecto invernadero emitidos por la aeronave (vapor de agua y una pequeña cantidad de óxido de nitrógeno) que un avión convencional. Actualmente muy poco hidrógeno se produce de fuentes de baja emisión de carbono, y existen serios obstáculos para usar el hidrógeno como combustible en un avión o en cualquier otro vehículo.
El hidrógeno líquido es uno de los mejores refrigerantes usados en ingeniería. Se ha propuesto usar esta propiedad para enfriar la entrada de aire en aviones a gran velocidad, o incluso refrigerar la piel misma de la aeronave, particularmente para aeronaves propulsadas por scramjet.

## Ver También
- Airbus ZEROe
- Tupolev Tu-155